# 森山純子
森山 純子（もりやま じゅんこ）は水戸芸術館現代美術センター教育プログラムコーディネーター。

## 概要
1965年、茨城県生まれ。
茨城大学教育学部を卒業した。
1990年の水戸芸術館開館時からアシスタントとして教育普及事業に関わる。1997年より水戸芸術館現代美術センター教育プログラムコーディネーターを務める。
ボランティアをはじめとする市民プログラムの運営のほか、「高校生ウィーク」（1993-）、「視覚に障害がある人との鑑賞ツアーsession!」（2008-）、きむらとしろうじんじん「野点」＋妄想屋台祭り（2008）、「こども・こらぼ・らぼ」（2011-）ほか、多様なコミュニティに向けたアクセスプログラムを実施した。